# Inscudderia
Inscudderia is een geslacht van rechtvleugeligen uit de familie sabelsprinkhanen (Tettigoniidae). De wetenschappelijke naam van dit geslacht is voor het eerst geldig gepubliceerd in 1921 door Caudell.

## Soorten
Het geslacht Inscudderia omvat de volgende soorten:
- Inscudderia strigata Scudder, 1898
- Inscudderia taxodii Caudell, 1921
- Inscudderia walkeri Hebard, 1925